# Isopolifonía albanesa
La isopolifonía albanesa forma parte de la música folclórica de Albania y como tal ha sido incluida en la lista de patrimonio cultural intangible de UNESCO.
Las cuatro regiones de Albania, Lalëria (Myzeqe), Toskëria, Çamëria, y Labëria, poseen al canto polifónico como parte de su acervo cultural. Una forma de canto polifónico relacionado existe en el norte de Albania:, en las zonas de Peshkopi; Kaçanik en Kosovo; Polog, Tetovo, Kičevo y Gostivar en Macedonia del Norte; y Malësia en el norte de Albania y sur de Montenegro.
Labëria es especialmente conocida por el canto multiparte; las canciones pueden tener dos, tres o cuatro partes. Las canciones en dos partes son cantadas solo por mujeres. Las canciones de tres partes pueden ser cantadas por hombres y mujeres. Las canciones con cuatro partes son una especialidad de Labëria. Investigaciones realizadas han concluido que las canciones de cuatro partes se desarrollaron después de las de partes, y que son la forma más compleja de canto polifónico.